# Teri Tordai
Teri Tordai (anhörenⓘ auch Teri Torday und Terry Torday; * 28. Dezember 1941 in Debrecen) ist eine ungarische Schauspielerin.

## Leben und Wirken
Teri Tordai erhielt frühzeitig eine Ballettausbildung und nahm 1960 Schauspielunterricht an der Fernseh- und Filmhochschule in Budapest. Nach ihrem Abschluss 1964 spielte sie am Nationaltheater und am Lustspieltheater.
Bereits ab 1962 sammelte sie Filmerfahrungen, 1965 spielte sie in Ferien mit Piroschka erstmals in einem deutschen Film mit, wo sie paradoxerweise eine Deutsche in Ungarn verkörperte. Unter dem Namen „Terry Torday“ mimte sie die Titelfigur von Franz Antels erfolgreicher sechsteiliger Wirtin-von-der-Lahn-Filmserie. In deren Gefolge war Teri Tordai einige Jahre lang eine gut beschäftigte Darstellerin in verschiedenen deutschen und österreichischen Produktionen. Mehrmals war sie die gefährliche Verführerin von ganz jungen (Monika und die Sechzehnjährigen, Verbrechen nach Schulschluß) bis sehr alten Männern (Heinz Rühmann in Der Kapitän). In den 1980er Jahren spielte sie unter István Szabó die Bildhauerin Lenie in Mephisto und die Gräfin Festetich in Oberst Redl. Erfolgreich war sie als Großmutter in Márta Mészáros’ Abschied vom Zauberwald (1989). Seit Mitte der 1980er Jahre arbeitet sie vorwiegend auf der Bühne.
Ihre am 18. Juni 1976 geborene Tochter Lili Horváth wurde ebenfalls Schauspielerin.

## Filmografie (Auswahl)
- 1962: Ein verregneter Sonntag (Esős vasárnap)
- 1963: Utolsó előtti ember
- 1964: Majestät auf Abwegen (Mit csinált felséged 3-tól 5-ig?)
- 1964: An Ufern (Utak, TV)
- 1965: Háry János
- 1965: Liebe ist verboten (Tilos a szerelem)
- 1965: Ferien mit Piroschka
- 1966: Sie starben zu zweit (Ketten haltak meg)
- 1966: Die Treue der Eva (Sok hűség semmiért)
- 1966: Columbus 64 (TV)
- 1966: Die Fehde der Geier (Egy magyar nábob)
- 1966: Ich lüge nie (Nem szoktam hazudni)
- 1967: Die Wirtin von der Lahn
- 1968: Otto ist auf Frauen scharf
- 1968: Der Turm der verbotenen Liebe
- 1968: Die übereilte Heirat (Elsietett házasság)
- 1968: Frau Wirtin hat auch einen Grafen
- 1969: Frau Wirtin hat auch eine Nichte
- 1969: Warum hab’ ich bloß 2x ja gesagt?
- 1969: Liebe durch die Hintertür
- 1970: Frau Wirtin bläst auch gern Trompete
- 1970: Frau Wirtin treibt es jetzt noch toller
- 1971: Hurra, wir sind mal wieder Junggesellen!
- 1971: Mein Vater, der Affe und ich
- 1971: Einer spinnt immer
- 1971: Der Kapitän
- 1972: Mörderische Liebesspiele (Minden út hozzád vezet) (TV)
- 1973: Frau Wirtins tolle Töchterlein
- 1973: Lieber reich – aber glücklich (TV)
- 1974: Es war nicht die Nachtigall
- 1974: A Pendragon legenda
- 1975: Monika und die Sechzehnjährigen
- 1975: Verbrechen nach Schulschluß
- 1978: Love-Hotel in Tirol
- 1979: Das Licht der Gerechten (La lumière des justes) (TV)
- 1979: Wessen Gesetz? (Kinek a törvénye?)
- 1981: Mephisto
- 1981: Der Bockerer
- 1981: Geliebte Anna (Anna)
- 1982: Die namenlose Burg (A névtelen vár) (TV)
- 1983: Der Fall Sylvester Matuska (Viadukt)
- 1984: Popcorn & Paprika
- 1985: Oberst Redl
- 1985: Merlin und das Schwert (Arthur the King) (TV)
- 1987: Familie Wirbelwind auf Urlaub (Szeleburdi vakáció)
- 1988: Titanien oder Die Nacht der Doppelgänger (Titánia, Titánia, avagy a dublőrök éjszakája)
- 1989: Abschied vom Zauberwald (Bye bye chaperon rouge)
- 1989: Wie ein Blatt im Wind (Vadon)
- 1990: Der Badearzt (Mio caro dottor Gräsler)
- 1994: Anna, die Leihmutter (A magzat)
- 1995: Awakening (Ébredés)
- 2001: Last Run – In den Fängen des Verrats
- 2004: Montecarlo!
- 2006: Indián nyár (TV)
- 2008: The Café (TV)
- 2011: Kaland
- 2012: Der Blitzangriff: Rotterdam 1940